# Stadio Artemio Franchi (Siena)
Das Stadio Artemio Franchi (voller Name: Stadio Comunale Artemio Franchi) ist ein Fußballstadion mit Leichtathletikanlage in der italienischen Stadt Siena. Es ist die Heimstätte der ACN Siena mit einer Kapazität von 15.725 Zuschauern. Das Spielfeld liegt auf der Höhe von 318 Meter.

## Geschichte
Das Artemio Franchi wurde am 8. Dezember 1938 mit einem Freundschaftsspiel zwischen der AC Siena und dem FC Empoli offiziell eingeweiht. Das erste offizielle Spiel war am 11. Dezember 1938 die Zweitligabegegnung mit dem SC Pisa.
Das Stadion liegt als eines der wenigen Stadien Italiens innerhalb der historischen Stadtmauern und gehört somit seit 1995 zum Gebiet des UNESCO-Welterbe. Es liegt zwischen der Festung (Fortezza Santa Barbara, auch Fortezza Medicea genannt), der Basilica di San Domenico und dem Park La Lizza. Anfangs trug das Stadion noch den Namen Stadio Rino Daus, benannt nach einem Schwarzhemden, der 1921 in Grosseto starb, später wurde es in Stadio del Rastrello umbenannt, ehe es im April 1986 seinen heutigen Namen erhielt, der sich auf den ehemaligen UEFA-Präsidenten Artemio Franchi bezieht, der nahe Siena gestorben ist.
Nach dem Aufstieg der AC Siena in die Serie A im Sommer 2003 wurde das Artemio Franchi an die geforderten Standards der höchsten italienischen Spielklasse angepasst. So wurden einige Tribünen erneuert, neue sanitäre Einrichtungen errichtet und Plätze für Behinderte und Journalisten geschaffen. Die Zuschauerkapazität wuchs dadurch von 10.560 auf 15.373 Plätze.
Am 12. September 2007 wurde der offizielle Stadionname durch Montepaschi Arena ergänzt, bezugnehmend auf den Hauptsponsor des Vereins, Monte dei Paschi di Siena, eines der größten Kreditinstitute Italiens. Nach Beendigung des Sponsoring durch die Bank 2013 wurde der Namenszusatz im November 2013 wieder gestrichen.

## Galerie

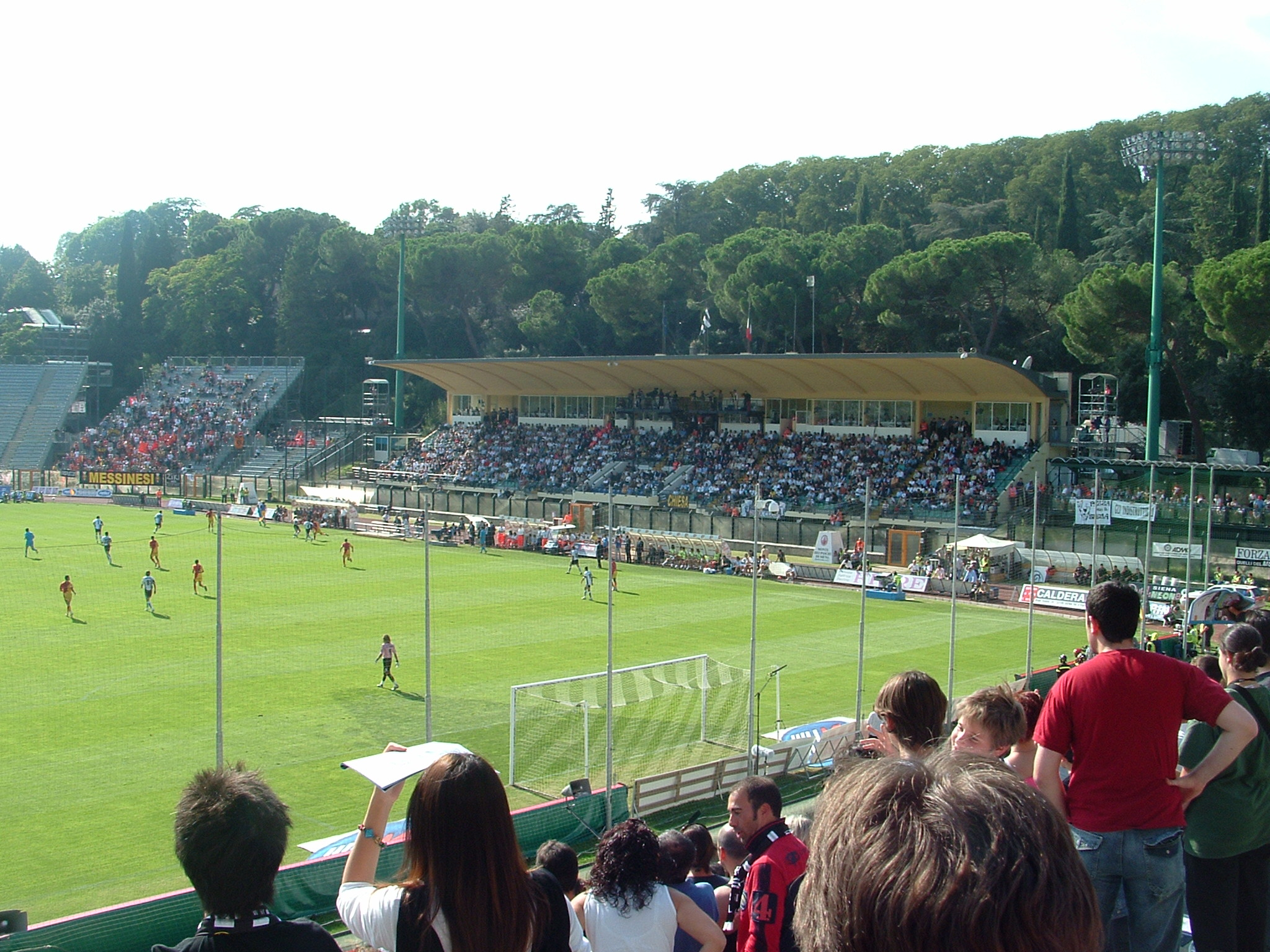
Haupttribüne (von der Nordkurve Curva Robur gesehen)
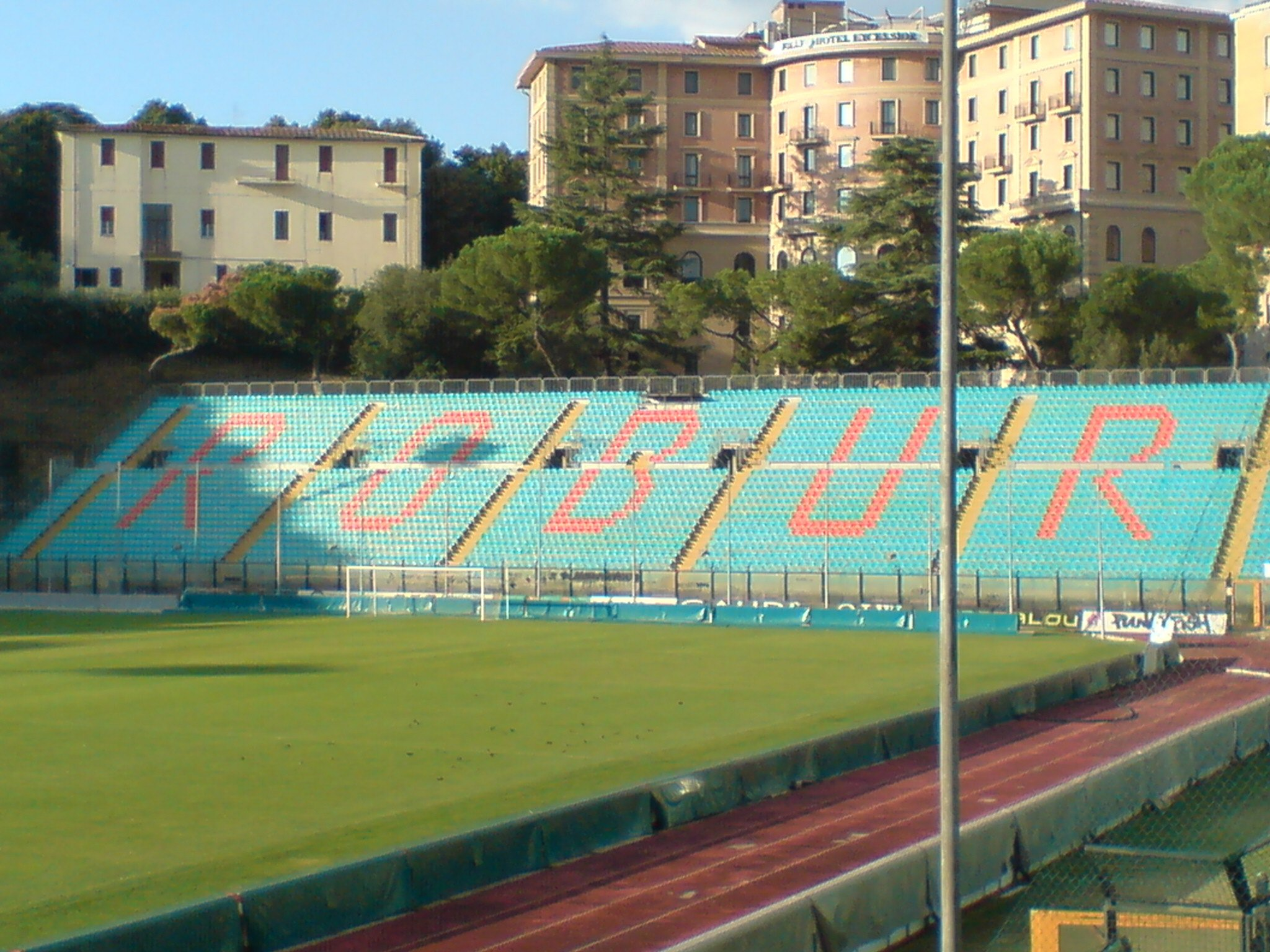
Die Tribüne der Nordkurve Curva Robur mit dem Schriftzug ROBUR
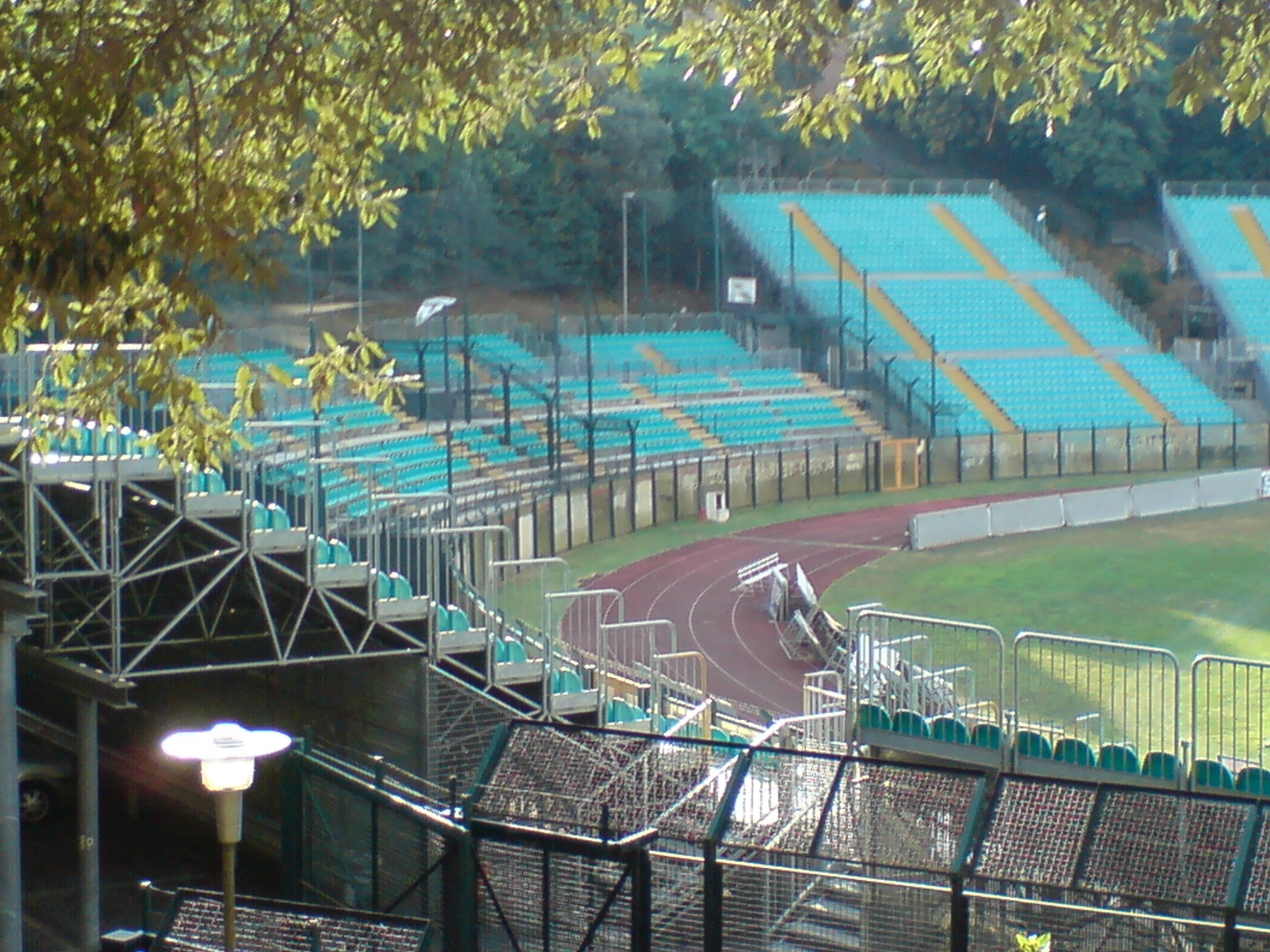
Gästetribüne
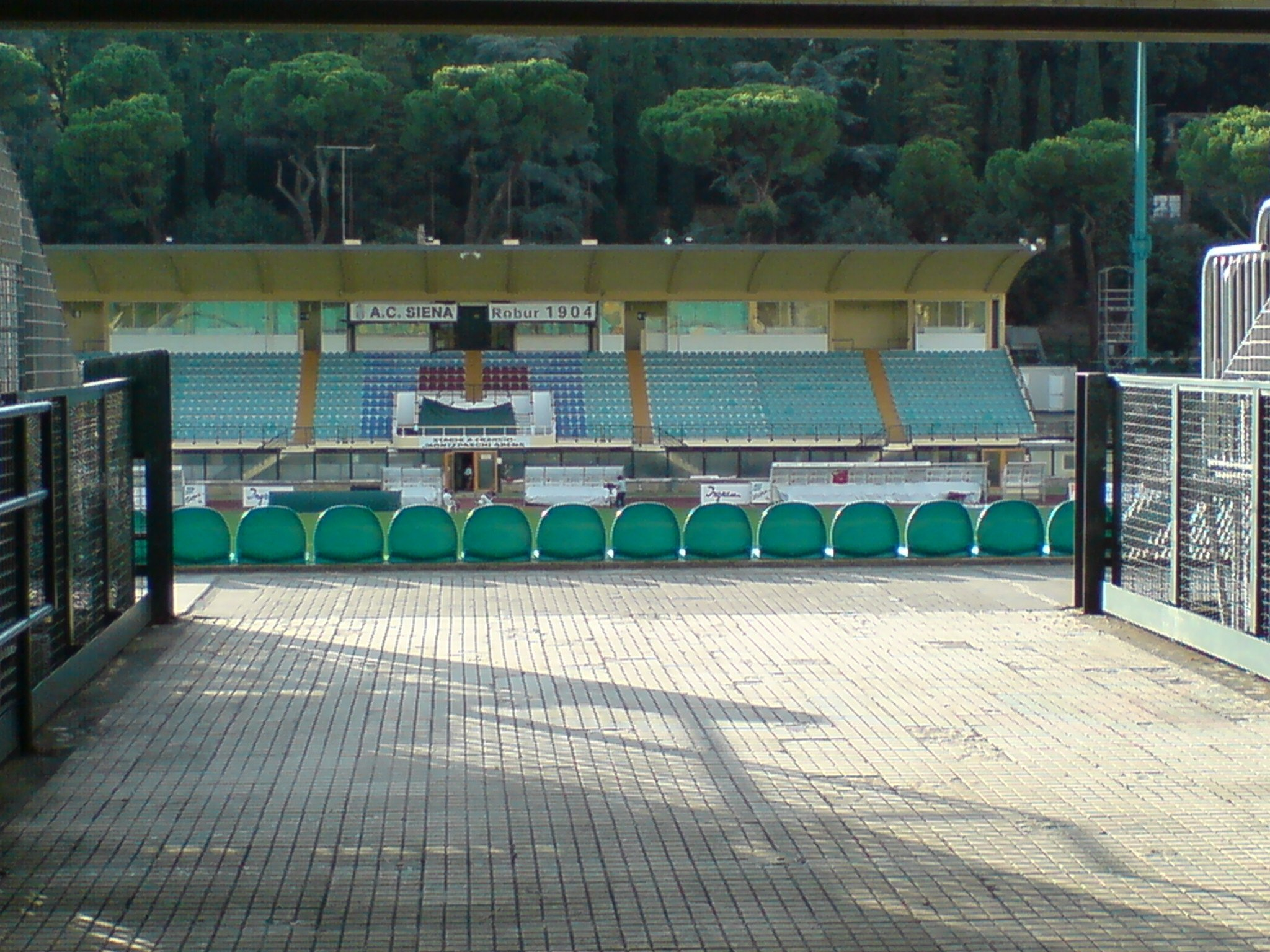
Eingangsbereich zur Gegengerade
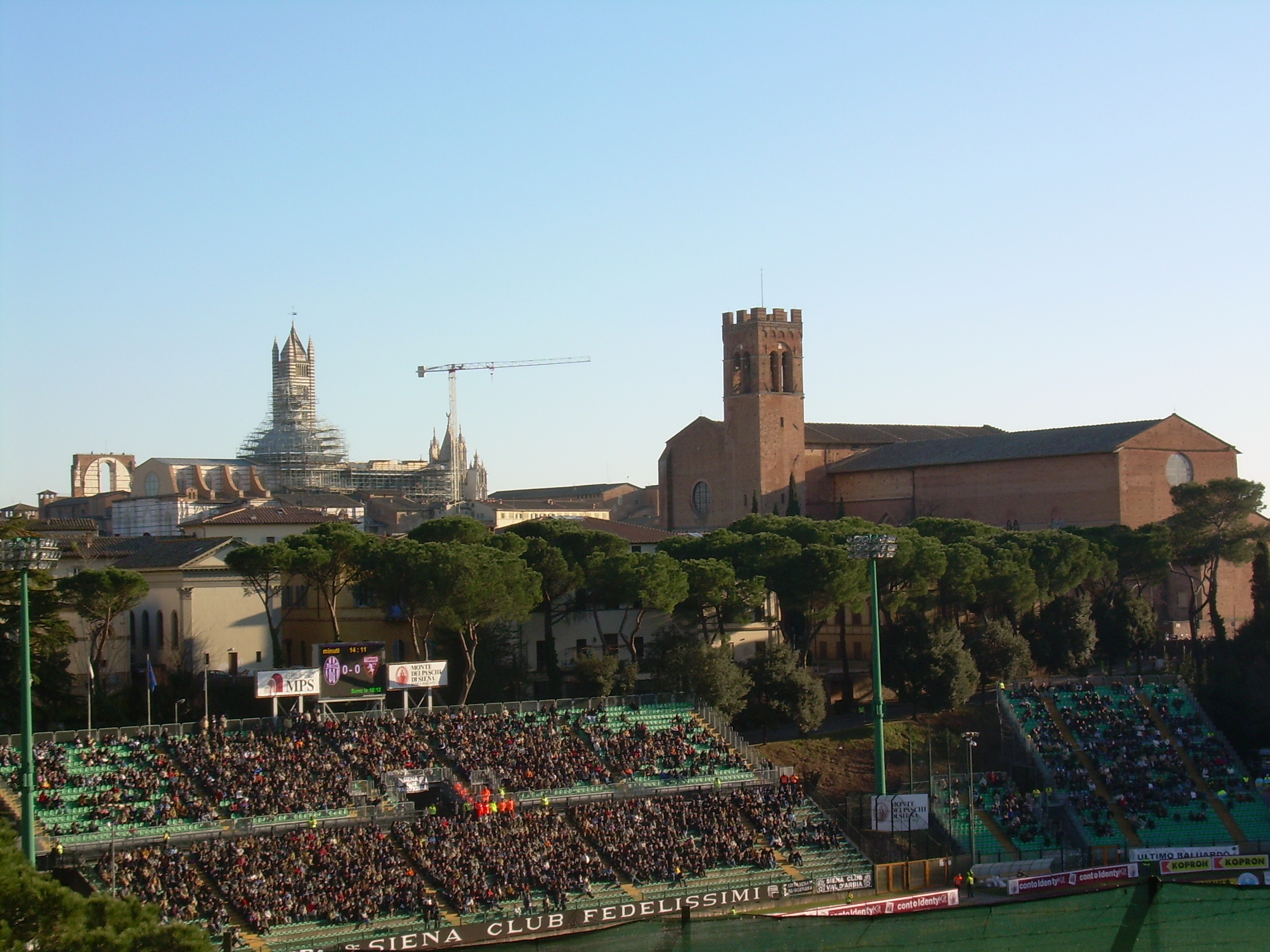
Die Gegengerade, im Hintergrund der Dom von Siena (links) und die Basilica di San Domenico (rechts)